# Остаци супернове
Остаци супернове су астрономски објекти који остају након експлозије супернове. Имају изглед округле посуде и припадају типу светлих емисионих маглина.

## Развој
Након што супернова експлодира, избацује се њена материја брзином и до 20.000 км/с. Брзина се постепено смањује што се више супернова шири. Материја која остаје приликом експлозије меша се са међузвезданим честицама и служи као основа за рађање нових звезда и планете попут Земље. Познати остатак супернове је Рак која се налази у сазвијежђу Бика.

## Особине
Остаци супернових су заправо омотачи бивших звезда, или и цела звезда која је доживела одређену катастрофу која је довела до њеног распада.
Највећи број ових маглина, око 90%, не садрже централну звезду која би подржавала њихову емисију. Оне светле захваљујући томе што ударни талас предаје енергију међузвезданој материји. Зрачење им је нетермално. Мањи број су маглине које емитију зрачење целом својом површином, подржано централном звездом. Таква би била претходно наведена Рак маглина. Њено зрачење је нетермално, односно поларизовано, а поседује снажну емисију у радио и X-области, и знатно слабију емисију у оптичкој области.
Осим што емитују зрачење различитих таласних дужина, ове маглине представљају један од главних извора космичких зрака.

## Познате маглине
| Назив        | Положај                | Удаљеност (сг) | Величина (сг) | Маглина          |
| ------------ | ---------------------- | -------------- | ------------- | ---------------- |
| Меропе       | Плејаде                | 410            | 13            | одражном         |
| Мачје око    | Змај                   | 3.000          | 0,3           | Планетарна       |
| Врећа угља   | Јужни крст             | 600            | 60            | Тамна            |
| Рак          | Бик                    | 6.500          | 11x7,5        | Остаци супернове |
| Сирус        | Лабуд                  | 1.400          | 80            | Остаци супернове |
| М 27         | Лисица                 | 1.000          | 1             | Планетарна       |
| Орао (М16)   | Змија                  | 8.500          | 15            | Емисиона         |
| Коњска глава | Орион                  | 1.500          | 2,1           | Тамна            |
| Лагуне       | Стрелац                | 5.000          | 100           | Емисиона         |
| Омега        | Стрелац                | 5.000          | 40            | Емисиона         |
| Орион        | Орион                  | 1.500          | 20            | Емисиона         |
| Прстен       | Лира                   | 2.000          | 1             | Планетарна       |
| Тарантула    | Велики Магеланов облак | 160.000        | 800–6.000     | Емисиона         |